# Botrychium yaaxudakeit
Botrychium yaaxudakeit là một loài dương xỉ trong họ Ophioglossaceae. Loài này được Stensvold & Farrar mô tả khoa học đầu tiên năm 2002.
Danh pháp khoa học của loài này chưa được làm sáng tỏ. 